# Live from Las Vegas (Britney Spears)
Live from Las Vegas è il quarto DVD pubblicato dalla cantante statunitense Britney Spears il 22 gennaio 2002. È stato ripreso durante il tour della Spears Dream Within a Dream Tour all'MGM Grand Garden Arena nel concerto a Las Vegas, già trasmesso dalla HBO.
Il DVD negli Stati Uniti è rimasto in prima posizione per sei settimane ed è stato certificato doppio platino.

## Contenuto

### Aspetti tecnici
- Sottotitoli: Inglese
- Tracce audio: Inglese (Dolby Digital 5.1), Inglese (Dolby Digital 2.0 Stereo)

### Track list
1. "Girl With a Lantern & in a Bubble (Intro)" — 4:39
2. "Oops!... I Did It Again" — 3:57
3. "(You Drive Me) Crazy" — 4:03
4. "Interlude" — 1:50
5. "Overprotected" — 3:50
6. "Intro to Medley" — 2:11
7. Medley: "Born to Make You Happy" / "Lucky" / "Sometimes" — 6:06
8. "Boys" — 3:32
9. "Stronger" — 4:12
10. "Army Force Interlude" — 5:17
11. "I'm Not a Girl, Not Yet a Woman" — 4:16
12. "Dream Intro to I Love Rock 'n' Roll" — 3:40
13. "I Love Rock 'n' Roll" — 2:44
14. R&R Outro — 1:38
15. "What's It's Like to Be Me" — 2:56
16. "Lonely" — 3:33
17. "Band Interlude" — 3:42
18. "Don't Let Me Be the Last to Know" — 4:42
19. "Video Intro to Anticipating" — 0:45
20. "Anticipating" — 4:33
21. "I'm a Slave 4 U" — 8:48
22. "...Baby One More Time" (Remix) — 6:05
23. Credits — 2:51

Durata totale: 89:50

### Bonus Features on International Editions
- "I'm a Slave 4 U" (Music video) — 3:31
- "Overprotected" (Music video) — 4:01
- "I'm Not a Girl, Not Yet a Woman" (Music video) — 3:53
- Crossroads (Trailer) — 1:20

## Premi
| Anno | Show | Premio                                                                                  | Risultato |
| ---- | ---- | --------------------------------------------------------------------------------------- | --------- |
| 2002 | Emmy | Outstanding Technical Direction, Camerawork, Video for a Miniseries, Movie or a Special | Vinto     |

## Classifiche e certificazioni
| Chart                                | Provider(s)    | Peak position | Certification | Sales/ shipments |
| ------------------------------------ | -------------- | ------------- | ------------- | ---------------- |
| U.S. Billboard Top Music Video Sales | Billboard/RIAA | 1             | 2x Platinum   | 200,000+         |
| Mexican Music Video Chart            | AMPROFON       | 5             | Gold          | 10,000+          |
| Australian Music DVD Chart           | ARIA           | 1             | Platinum      | 15,000+          |